# Schant Sargsjan
Schant Mowradi Sargsjan (armenisch Շանթ Մուրադի Սարգսյան, FIDE-Schreibweise Shant Sargsyan; * 27. Januar 2002 in Jerewan) ist ein armenischer Schachspieler. Seit 2019 trägt er den Titel eines Großmeisters im Schach.

## Karriere
Im März 2017 wurde Schant Sargsjan im Alter von 15 Jahren der Titel eines Internationalen Meisters verliehen. Anschließend verzeichnete er auch Erfolge bei den Jugendweltmeisterschaften. 2018 gewann er die U16-Sektion, ehe er 2019 Zweiter der U18-Sektion hinter R. Praggnanandhaa wurde. Auch bei den Juniorenweltmeisterschaften 2019 wurde er Zweiter.
Im Januar 2018 erreichte Sargsjan seine erste Großmeister-Norm bei den 78. armenischen Schachmeisterschaften in Jerewan. Schon im März 2018 konnte er bei der Schacheuropameisterschaft in Batumi seine zweite Norm erringen. Die dritte notwendige Norm erhielt Sargsjan schließlich beim Aeroflot Open im Februar 2019. Somit fehlte dem Armenier nur noch die Elo-Marke von 2500, welche er jedoch in der Weltrangliste der FIDE im April 2019 überbot und somit im Juni 2019 den Titel eines Schachgroßmeisters zugesprochen bekam.
Den Sprung in die Top 100 der FIDE-Weltrangliste schaffte Sargsjan erstmals im Juli 2022, wo er sich für vier Monate halten konnte. Seit Juli 2024 ist er dort wieder vertreten und belegte im Juni 2025 den 52. Rang. Im Januar 2025 wurde er zudem der bestgewertete Schachspieler aus Armenien.